# Merosargus
Merosargus är ett släkte av tvåvingar. Merosargus ingår i familjen vapenflugor.

## Dottertaxa tillMerosargus, i alfabetisk ordning[1]
- Merosargus abana
- Merosargus acutus
- Merosargus aeneus
- Merosargus akrei
- Merosargus albidus
- Merosargus albifacies
- Merosargus albopictus
- Merosargus alticola
- Merosargus altifrons
- Merosargus amethystinus
- Merosargus ampulla
- Merosargus andinus
- Merosargus angulatus
- Merosargus angustus
- Merosargus antennatus
- Merosargus anticus
- Merosargus apicalis
- Merosargus arcuatus
- Merosargus atriannulatus
- Merosargus aureonitens
- Merosargus aurivena
- Merosargus australis
- Merosargus azureus
- Merosargus banksi
- Merosargus barbatus
- Merosargus basalis
- Merosargus beameri
- Merosargus bequaerti
- Merosargus bitaeniatus
- Merosargus bituberculatus
- Merosargus bivittatus
- Merosargus brachiatus
- Merosargus brunneus
- Merosargus brunnipes
- Merosargus bulbifrons
- Merosargus caeruleifrons
- Merosargus calceolatus
- Merosargus cingulatus
- Merosargus citrinus
- Merosargus c-nigrum
- Merosargus complicatus
- Merosargus concinnatus
- Merosargus conopsoides
- Merosargus contortus
- Merosargus convexifrons
- Merosargus coriaceus
- Merosargus coxalis
- Merosargus cyaneoscutellatus
- Merosargus cyrtometopius
- Merosargus dissimilis
- Merosargus divisus
- Merosargus dorsalis
- Merosargus ecuadorensis
- Merosargus elatus
- Merosargus elongatus
- Merosargus ethelia
- Merosargus eunomus
- Merosargus festivus
- Merosargus flaviceps
- Merosargus flavissimus
- Merosargus flavitarsis
- Merosargus flaviventris
- Merosargus fraternus
- Merosargus frontatus
- Merosargus frosti
- Merosargus fumipennis
- Merosargus geminatus
- Merosargus golbachi
- Merosargus gorgona
- Merosargus gowdeyi
- Merosargus gracilior
- Merosargus gracilis
- Merosargus granulosus
- Merosargus hansoni
- Merosargus hoffmanni
- Merosargus hyalopterus
- Merosargus incanus
- Merosargus insularis
- Merosargus irwini
- Merosargus lacrimosus
- Merosargus lampronotus
- Merosargus laniger
- Merosargus lateromaculatus
- Merosargus linearis
- Merosargus longipes
- Merosargus luridus
- Merosargus lutzi
- Merosargus lyricus
- Merosargus megalopyge
- Merosargus melanothorax
- Merosargus mirabilis
- Merosargus nebulifer
- Merosargus nigribasis
- Merosargus notatus
- Merosargus obscurus
- Merosargus obtusipennis
- Merosargus opaliger
- Merosargus orizabae
- Merosargus pallidus
- Merosargus pallifrons
- Merosargus panamensis
- Merosargus par
- Merosargus penai
- Merosargus peruvianus
- Merosargus pictipes
- Merosargus pictithorax
- Merosargus products
- Merosargus pseudolyricus
- Merosargus pulcher
- Merosargus quadratus
- Merosargus quadrifasciatus
- Merosargus robustus
- Merosargus rossi
- Merosargus rotundatus
- Merosargus schildi
- Merosargus scrobiculus
- Merosargus sexmaculatus
- Merosargus sexnotatus
- Merosargus smaragdiferus
- Merosargus spatulatus
- Merosargus staminea
- Merosargus stigmaticus
- Merosargus subinterruptus
- Merosargus subobscurus
- Merosargus supernitens
- Merosargus taeniatus
- Merosargus tangens
- Merosargus telfordi
- Merosargus tenebricosus
- Merosargus tenuicornis
- Merosargus terminalis
- Merosargus transversus
- Merosargus triangulatus
- Merosargus tripartitus
- Merosargus tristis
- Merosargus tritaeniatus
- Merosargus varicornis
- Merosargus varicrus
- Merosargus ventralis
- Merosargus venustulus
- Merosargus vertebratus
- Merosargus viridis
- Merosargus zeteki